# Морі Такамото
Морі Такамото (яп. 毛利 隆元, 1523  —18 вересня 1563) — даймьо провінції Акі, 18-й голова клану Морі у 1546—1563 роках.

## Життєпис
Походив з самурайського роду Морі. Старший син даймьо Морі Мотонарі і Мойкю (донька Кіккава Куніцуне). Народився у 1523 році в замку Тадзіхі (провінція Акі). Здобув початкову військову освіту під орудою батька. У 1537 році відправлено заручником до двору сюзерена Оуті Йосітака.
1540 року отримав дозвіл повернутися до батьківських володінь. У 1545 році помирає мати Такамото.
1546 року Морі Мотонарі зрекається офіційної посади голови клану, яку передає синові Такамото. Втім значну владу зберіг батько останнього. Морі Такамото займався лише судом та залагодженням суперечками між своїми васалами.
У 1552—1553 роках у війську батька брав участь у кампаніях проти кланів Амаґо і Йосімі.
У 1554 році виступив проти Суе Харукати, що фактично захопив владу в клані Оуті.
1555 року Такамото відзначився у битві при Іцукусімі, де було знищено військо суе. Слідом за цим війська Морі захопити практично усі володіння Оуті.
У 1557 році батько мав намір зовсім відійти від справ, проте Морі такамото умовив того залишитися й допомагати йому в управлінні великими володіннями. Морі Такамото допомагали брати Кіккава Мотохару і Кобаякама Такакаґе.
У 1560 року призначено сюго провінцій Акі, Біттю, Суо, Наґато. Того ж року розпочав військові дії проти клану Амаґо, потім вступив у боротьбу проти роду Отомо за частину земель Оуті.
Під час військової кампанії у 1563 році раптово помер. За деякимив ідомостями Морі Такамото було отруєно на бенкеті в замку невеличкого володаря Ваті Нобухару. На думку деяких дослідників за цим стояли представники клану Амаґо. Владу на дкланом отримав син Такамото — Морі Терумото.